# Сан-Клементе-де-Силвареш
Сан-Клементе-де-Силвареш (порт. São Clemente de Silvares)  —  район (фрегезия) в Португалии,  входит в округ Брага. Является составной частью муниципалитета  Фафе. Находится в составе крупной городской агломерации Большое Минью. По старому административному делению входил в провинцию Минью. Входит в экономико-статистический  субрегион Аве, который входит в Северный регион. Население составляет 551 человек на 2001 год. Занимает площадь 2,93 км².